# Волович, Винцентий Станислав
Винцентий Станислав Волович (ум. 28 августа 1698) — религиозный и государственный деятель Великого княжества Литовского, духовный секретарь великий литовский, регент большой канцелярии, настоятель геранёнский с 1692 года, архидиакон жемайтский, каноник виленский.